# 〜the most relaxing〜 feel
『〜the most relaxing〜 feel』（ザ・モスト・リラクシング フィール）は、東芝EMIより2000年3月23日に発売されたコンピレーション・アルバム。ヒーリング・ミュージック（イージーリスニング音楽）を集めたリラクゼーションアルバムとなっている。

## 概要
1999年に坂本龍一の「energy flow」がインストゥルメンタル曲として初のオリコン1位、さらにはミリオンヒットを達成したことがきっかけで、企画された。
アディエマスが日本で広く知られるきっかけにもなったNHKスペシャル『世紀を越えて』のテーマ曲のほか映画、CM、ドラマ、ゲームなど様々なジャンルからヒーリング楽曲を収録。レコード店とは縁遠い30代〜50代が購入したこともあって、オムニバスアルバムでは異例のロングセールスを記録。後発の『image』（SME）と共にミリオンセラー（2作共に出荷枚数は130万枚以上）の大ヒットを記録し、ヒーリング・ミュージックブームの先がけとなった。
7月以後、日本以外のアジア各国でも発売された。
以後、「feel」シリーズとして複数のコンピレーション・アルバムが発売されている（後節参照）。2005年時点で、シリーズ累計売上は250万枚を突破している。

## 収録曲
1. 世紀を越えて / アディエマス
作詞・作曲：カール・ジェンキンス
2. 神々の詩 / 姫神
作詞・作曲：星吉昭
3. 祈り / シークレット・ガーデン
作詞：フィンヌーラ・シェリー、作曲：ラルフ・ラブランド
4. リターン・トゥ・イノセンス / エニグマ
作詞・作曲： カーリーM.C.、
5. 運命と絆 / ウォン・ウィン・ツァン
作曲：ウォン・ウィン・ツァン
6. EYES ON ME featured in FINAL FANTASY VIII / フェイ・ウォン
作詞：染谷和美、作曲：植松伸夫
7. 溢れる愛のなかでも / アンドレ・ギャニオン
作曲：アンドレ・ギャニオン
8. New ASIA / 東儀秀樹
作曲：東儀秀樹
9. タイム・トゥ・セイ・グッバイ / サラ・ブライトマン feat. アンドレア・ボチェッリ
作詞・作曲：L.クアラントット/F.サルトリー/F.ペターソン
10. シェルタリング・スカイ・テーマ（ピアノ・ヴァージョン） / 坂本龍一
作曲：坂本龍一
11. ポーリュシカ・ポーレ / オリガ
作詞：ニッパー、作曲：オリガ、編曲：千住明
12. マイ・ハート・ウィル・ゴー・オン（オーケストラ・ヴァージョン） / ザ・ニュー・ワールド・オーケストラ feat. マドルガダ
作曲：ジェームス・ホーナー/ウィル・ジェニングス
13. 聖なる大地の祈り / セイクリッド・スピリット
14. 楽しみを希う心（映画「ピアノ・レッスン」より） / マイケル・ナイマン
作曲：マイケル・ナイマン
15. ブシンドレ・リール / エヴィア
作曲：エヴィア
16. 前奏曲（映画「グラン・ブルー」より） / エリック・セラ
作曲：エリック・セラ
17. 終焉 / マドレデウス
作詞：ホセ・ペイクソト、作曲：ペドロ・アイレス
18. 世紀末の詩 / 千住明 feat. ヴァイオリン・ソロ・千住真理子
作曲：千住明

## 続編「feel」シリーズ
| 『〜the most relaxing〜 feel 2』                    | 『〜the most relaxing〜 feel 2』              |
| Various Artists の コンピレーション・アルバム       | Various Artists の コンピレーション・アルバム |
| --------------------------------------------------- | --------------------------------------------- |
| リリース                                            | 2001年4月11日                                 |
| ジャンル                                            | ヒーリング・ミュージック                      |
| 時間                                                | 78分40秒                                      |
| レーベル                                            | 東芝EMI                                       |
| チャート最高順位                                    |                                               |
| - 週間3位（オリコン） - 2001年 年間57位（オリコン） |                                               |
| ゴールドディスク                                    |                                               |
| - プラチナ（CD、日本レコード協会）                  |                                               |
| EANコード                                           |                                               |
| EAN 4988006789937                                   |                                               |
| テンプレートを表示                                  |                                               |

| 『〜the most relaxing〜 feel3 Peace of mind』         | 『〜the most relaxing〜 feel3 Peace of mind』 |
| Various Artists の コンピレーション・アルバム         | Various Artists の コンピレーション・アルバム |
| ----------------------------------------------------- | --------------------------------------------- |
| リリース                                              | 2002年5月29日                                 |
| ジャンル                                              | ヒーリング・ミュージック                      |
| 時間                                                  | 67分21秒                                      |
| レーベル                                              | 東芝EMI                                       |
| チャート最高順位                                      |                                               |
| - 週間14位（オリコン） - 2002年 年間163位（オリコン） |                                               |
| ゴールドディスク                                      |                                               |
| - ゴールド（CD、日本レコード協会）                    |                                               |
| EANコード                                             |                                               |
| EAN 4988006801219                                     |                                               |
| テンプレートを表示                                    |                                               |

| 『〜the most relaxing〜 feel 4』                      | 『〜the most relaxing〜 feel 4』              |
| Various Artists の コンピレーション・アルバム         | Various Artists の コンピレーション・アルバム |
| ----------------------------------------------------- | --------------------------------------------- |
| リリース                                              | 2003年5月28日                                 |
| ジャンル                                              | ヒーリング・ミュージック                      |
| 時間                                                  | 58分44秒                                      |
| レーベル                                              | 東芝EMI                                       |
| チャート最高順位                                      |                                               |
| - 週間15位（オリコン） - 2003年 年間293位（オリコン） |                                               |
| EANコード                                             |                                               |
| EAN 4988006810853                                     |                                               |
| テンプレートを表示                                    |                                               |

| 『〜the most relaxing〜 feel5』                       | 『〜the most relaxing〜 feel5』               |
| Various Artists の コンピレーション・アルバム         | Various Artists の コンピレーション・アルバム |
| ----------------------------------------------------- | --------------------------------------------- |
| リリース                                              | 2004年2月25日                                 |
| ジャンル                                              | ヒーリング・ミュージック                      |
| 時間                                                  | 74分31秒                                      |
| レーベル                                              | 東芝EMI                                       |
| チャート最高順位                                      |                                               |
| - 週間43位（オリコン） - 2004年 年間501位（オリコン） |                                               |
| EANコード                                             |                                               |
| EAN 4988006818019                                     |                                               |
| テンプレートを表示                                    |                                               |